# 愛知県勤労会館
愛知県勤労会館（あいちけんきんろうかいかん）は愛知県名古屋市昭和区鶴舞にあった勤労福祉施設。愛称はつるまいプラザ。愛知県労働協会により運営されていた。

## 概要
1970年（昭和45年）6月竣工。大小2つのホールと8つの貸会議室があり、大ホールの講堂は鶴舞ホールとしてコンサートから各種発表会まで広く利用されていた。館内には、職業・就労に関する各種相談を受ける職業サービスセンターや労働関係の図書・資料を収集する労働図書資料室もあり、ホールなどの施設稼働率は88.4%（2008年（平成20年））。2010年（平成22年）3月で閉館することが決まっていたが、同規模のホールを持つ愛知厚生年金会館の閉館（2008年（平成20年）10月）とも合わせて名古屋飛ばしへの懸念など強い反対の声があったことなどから、2008年（平成20年）11月になって名古屋市が建物を譲り受けた上で存続することが報じられた。
同会館を所有する愛知県は、代替施設として2009年（平成21年）10月に愛知県産業労働センターをオープンしており、名古屋市が存続させる場合に「建物の無償譲渡と土地の無償貸し付け」を行う方針を明らかにしていた。譲渡後の2010年（平成22年）4月から約2年間の耐震補強工事に取りかかる予定が示されていたが、2月の時点で県と市の移管交渉が難航し解決を見ないまま、3月31日をもって閉館した。
その後も県からの施設譲渡について検討が続けられていたが、2010年（平成22年）11月30日の市議会本会議において市長の河村たかしが多額の税金を投入することについて困難であるとして受け入れ断念の考えを示したことで、廃止が確定。2013年（平成25年）に取り壊された。

## その他の勤労福祉会館
- 尾西勤労青少年福祉センター
- 一宮勤労福祉会館（2014年（平成26年）3月で閉館、2015年（平成27年）4月よりアイプラザ一宮に変更）
- 豊橋勤労福祉会館（2012年（平成24年）3月で閉館、2013年（平成25年）4月よりアイプラザ豊橋に変更）
- 豊田勤労福祉会館（2007年（平成19年）3月で閉館、豊田福祉センターに変更）
- 刈谷勤労福祉会館（2007年（平成19年）3月で閉館、刈谷市北部生涯学習センターに変更）
- 労働者研修センター（2008年（平成20年）3月で閉館）
- 岡崎勤労福祉会館（2010年（平成22年）3月で閉館、2011年（平成23年）8月から岡崎市総合学習センターに変更）
- 津島勤労福祉会館（2011年（平成23年）3月で閉館）
- 半田勤労福祉会館（2011年（平成23年）3月で閉館、2011年（平成23年）4月からアイプラザ半田に変更）

## 周辺施設
- 鶴舞公園
- 名古屋市公会堂
- 名古屋市鶴舞中央図書館